# Joan Harrison (nuotatrice)
Joan Cynthia Harrison (East London, 29 novembre 1935 – 20 maggio 2025) è stata una nuotatrice sudafricana, specializzata nel dorso e nello stile libero.

## Palmarès

### Olimpiadi
- Oro a Helsinki 1952 nei 100 metri dorso.

### Giochi dell'Impero Britannico
- Oro a Auckland 1950 nelle 400 iarde stile libero.
- Oro a Vancouver 1954 nelle 100 iarde dorso.
- Oro a Vancouver 1954 nella staffetta 4x110 iarde stile libero.
- Argento a Vancouver 1954 nella staffetta 3x110 iarde miste.
- Bronzo a Auckland 1950 nelle 100 iarde stile libero.
- Bronzo a Vancouver 1954 nelle 100 iarde stile libero.